# حصاة مثانية
حصاة مثانية تعني وجود وتكون حصاة في المثانة. تتشكل حصى المثانة (Bladder stones) عندما تتراكم المعادن في المثانة، ومن الممكن أن يصاب الإنسان بها نتيجة عدم تفريغ المثانة بشكل كلي عند التبول.
يصبح تركيز البول المتبقي بالمثانة بعد التبول أكثر، ليشكل مع المعادن الموجودة تلك الحصى.
في بعض الأحيان من الممكن أن تخرج هذه الحصى مع البول وذلك عندما يكون حجمها صغير جداً، ولكن في حالات أخرى قد تعلق في جدار المثانة أو الحالب لتتراكم المعادن أكثر وتصبح أكبر حجماً.

## أعراض الإصابة بحصى المثانة
من الممكن أن تتواجد الحصى في المثانة لبعض من الوقت دون ظهور أية أعراض، وقد يتم الكشف عنها بالأغلب من خلال التصوير بالأشعة السينية الذي يخضع له الشخص للكشف عن حالة طبية أخرى.
عندما تصبح الحصى مزعجة للمثانة فقد تظهر بعض الأعراض والتي تشمل:
- عدم الراحة والألم في منطقة القضيب لدى الرجال.
- التبول أكثر من المعتاد.
- بدء عملية التبول تصبح أطول.
- ألم في المنطقة السفلى من المعدة.
- ألم وعدم راحة عند التبول.
- وجود دم في البول.
- بول بلون غامق وقد يكون غير صافٍ.

## أسباب تكون حصى المثانة
كما ذكرنا سابقاً فإن حصى المثانة تتشكل نتيجة عدم إفراغ المثانة من البول بشكل كلي. عادة ما يكون هذا ناتج عن مشكلة صحية ما، مثل:
- المثانة العصبية (neurogenic bladder): عند تضرر الأعصاب بين المثانة والجهاز العصبي تفقد الأولى (أي المثانة) قدرتها على إفراغ البول بشكل كلي أثناء عملية التبول.
- تضخم البروستاتا (Prostate enlargement): في هذه الحالة، يزداد الضغط على الإحليل مما يعيق عملية تدفق البول وبالتالي عدم إفراغ المثانة كلياً.
- أجهزة طبية: في بعض الحالات من الممكن أن تتشكل حصى المثانة نتيجة استخدام بعض الأجهزة الطبية مثل القسطرة إلى المثانة.
- التهاب المثانة: إصابة المثانة بالالتهاب أو الخضوع للعلاج الإشعاعي من شأنها أن يسبب تضخم المثانة وبالتالي فقدانها لوظائفها بشكل جزئي.[8]
- حصى الكلى: بإمكان حصى الكلى أن تنتقل إلى المثانة عبر الحالب، وفي حال كان حجمها كبيراً سوف تبقى مكانها.
- القيلة المثانية (Cystocele): قد يضعف جدار المثانة لدى النساء ويسقط إلى الأسفل باتجاه المهبل، الأمر الذي يؤثر بدوره على تدفق البول إلى المثانة.[9][10][11]

### عوامل خطر الإصابة بحصى المثانة
أما عوامل الخطر فتشمل:
- العمر والجنس: فالرجال أكثر عرضة للإصابة بحصى المثانة مقارنة بالنساء، وبالأخص عند تقدمهم بالعمر.
- الشلل: الأشخاص الذين يعانون من مشكلة جدية وخطيرة في العمود الفقري وفقدوا قدرتهم على التحكم بالعضلات الموجودة في الحوض يعانون من مشاكل في تفريغ المثانة كلياً.
- الخضوع لعملية جراحية: وبالأخص تلك التي تهدف لعلاج سلس البول لدى النساء.

### مضاعفات تشكل حصى المثانة
بالرغم من أن بعض الإصابات بحصى المثانة لا تشكل أية أعراض إلا أنها تترك مضاعفات مختلفة في حال عدم التخلص منها، ومن أهم هذه المضاعفات:
1. قصور المثانة المزمن: في بعض الحالات قد تغلق الحصى المثانة بشكل كلي مما يمنع خروج البول إلى خارج الجسم.
2. التهاب المسالك البولية وبشكل متكرر.

## التشخيص

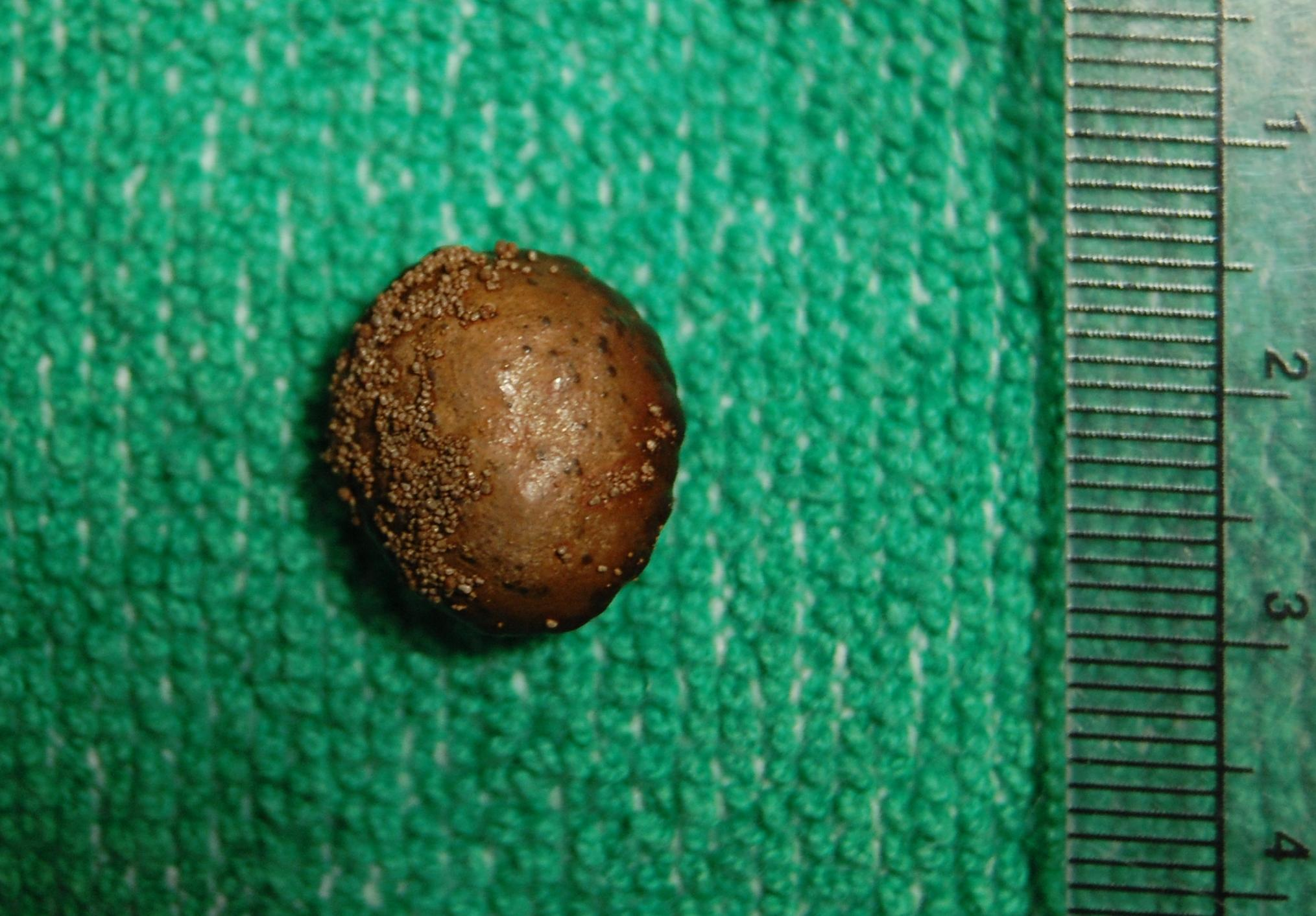
حصاة مثانية والتي تم إستئصالها

تتم عملية تشخيص المثانة عن طريق تحليل البول، تخطيط الصدى، وتنظير المثانة أو عن طريق صورة الحويضة الوريدية ويتم حقن مادة عتيمة للأشعة والتي يتم تمريرها في الجهاز البولي. ويتم الكشف عن طريق الأشعة السينية كل عدة دقائق لتحديد ما إذا كان أي عرقلة لمجرى البول. تم استبدال صورة الحويضة الوريدية في الدول المُتقدمة بالأشعة المقطعية؛ والتي تتميز بأكثر حساسية ويمكن الكشف عن الحصوات الصغيرة جدًا التي فشلت الإختبارات السابقة بالكشف عنها.

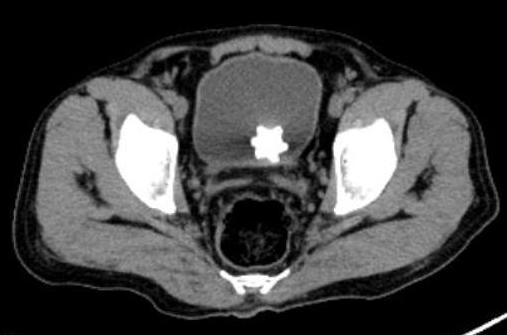
حصوة كبيرة بالمثانة

## الوقاية
تكمُن أفضل طريقة للوقاية في مُحاربة السبب الرئيسي للمرض وهي قلة شُرب السوائل عن طريق الإكثار من شُرب السوائل حيث يجب على الإنسان البالغ السليم أن يشرب حوالي 2-2,5 لتر من الماء والسوائل يوميًا. ويعتقد أن العصائر تحتوي على السترات للحد من تشكيل الحصاة. بالأخص عصير البرتقال كما أظهرت دراسة في المجلة السريرية للجمعية الأمريكية لأمراض الكلى.

## علاج الإصابة بحصى المثانة
في حال الكشف عن حصى المثانة وهي بالحجم الصغير، بالإمكان التخلص منها عن طريق زيادة الحصة اليومية من الماء التي تساعد في خروج الحصى من خلال البول.
أما في الحالات الأخرى، فقد يضطر الطبيب المختص إلى تفتيت الحصى إلى جزئيات صغيرة لتسهيل عملية خروجها في عملية التبول، أو قد يخضع المصاب لجراحة بهدف التخلص منها.